# Maurizio Gucci
Pour les articles homonymes, voir Gucci (homonymie).
Maurizio Gucci né le 26 septembre 1948 à Florence et mort assassiné  le 27 mars 1995  à Milan, fils de Rodolfo Gucci et petit-fils de Guccio Gucci, est un homme d'affaires italien et chef de l'entreprise de mode Gucci.
En 1993, Maurizio Gucci a vendu ses actions de Gucci pour 170 millions de dollars à Investcorp, groupe d'investissement basé au Bahreïn. En 1995, un an et demi après la vente de Gucci, il a été abattu par un tueur à gages. Son ex-femme, Patrizia Reggiani, a ensuite été reconnue coupable d'avoir organisé le meurtre.

## Dans la culture
- Le film House of Gucci de Ridley Scott, en 2021, raconte l'histoire du mariage et de l'assassinat de Maurizio Gucci, interprété par Adam Driver[2].
- The House of Gucci est un ouvrage écrit par Sara Gay Forden et paru en 2001, dont Ridley Scott s'est inspiré pour son film[3].